# نظائر السيلينيوم
تشمل نظائر السيلينيوم سبعة نظائر طبيعية لعنصر السيلينيوم، خمسة منها (سيلينوم-74 74Se، وسيلينيوم-76 76Se، سيلينوم-77 77Se، وسيلينوم-78 78Se، وسيلينوم-80 80Se) هي نظائر مستقرة؛ وأكثرها وفرة في الطبيعية هو النظير سيلينوم-80 80Se بنسبة 49.6%. من جهة أخرى هناك نظيران مشعان للسيلينيوم، أحدهما شبه مستقر، إذ يوجد على شكل النظير الابتدائي سيلينيوم-82 82Se، والذي يبلغ عمر النصف له مقدار 9.2 * 1019 سنة. أما النظير المشع الآخر سيلينوم-79 79Se فهو ليس بابتدائي، ولكنه يوجد بكميات نزرة في خامات اليورانيوم ناتجاً عن عملية اضمحلالها الإشعاعي، ويبلغ عمر النصف له مقدار 327,000 سنة.
للسيلينيوم العديد من النظائر المشعة المصطنعة، والتي يتراوح مجال أعدادها الكتلية بين سيلينيوم-64 64Se إلى سيلينيوم-95 95Se؛ وأكثرها استقراراً هو النظير سيلينيوم-75 75Se بعمر نصف مقداره 119.78 يوم؛ والنظير سيلينيوم-72 72Se بعمر نصف مقداره 8.4 يوم. تميل النظائر المشعة الأخف من سيلينيوم-76 76Se إلى الخضوع إلى اضمحلال بيتّا من نمط انبعاث البوزيترون لتتحول إلى نظائر الزرنيخ؛ في حين أن النظائر الأثقل تميل إلى إصدار إلكترونات وفق اضمحلال بيتا لتعطي نظائر البروم، وقد يترافق ذلك مع حدوث انبعاث نيوتروني في النظائر الأثقل.
| النظير | الطبيعة     | المصدر               | عمر النصف  |
| ------ | ----------- | -------------------- | ---------- |
| 74Se   | نويدة أولية |                      | مستقر      |
| 76Se   | نويدة أولية |                      | مستقر      |
| 77Se   | نويدة أولية | ناتج اضمحلال إشعاعي  | مستقر      |
| 78Se   | نويدة أولية | ناتج اضمحلال إشعاعي  | مستقر      |
| 79Se   | نادر        | ناتج اضمحلال إشعاعي  | 327000 سنة |
| 80Se   | نويدة أولية | ناتج اضمحلال إشعاعي  | مستقر      |
| 82Se   | نويدة أولية | ناتج اضمحلال إشعاعي* | ~1020 سنة  |